# Crosta de fusão

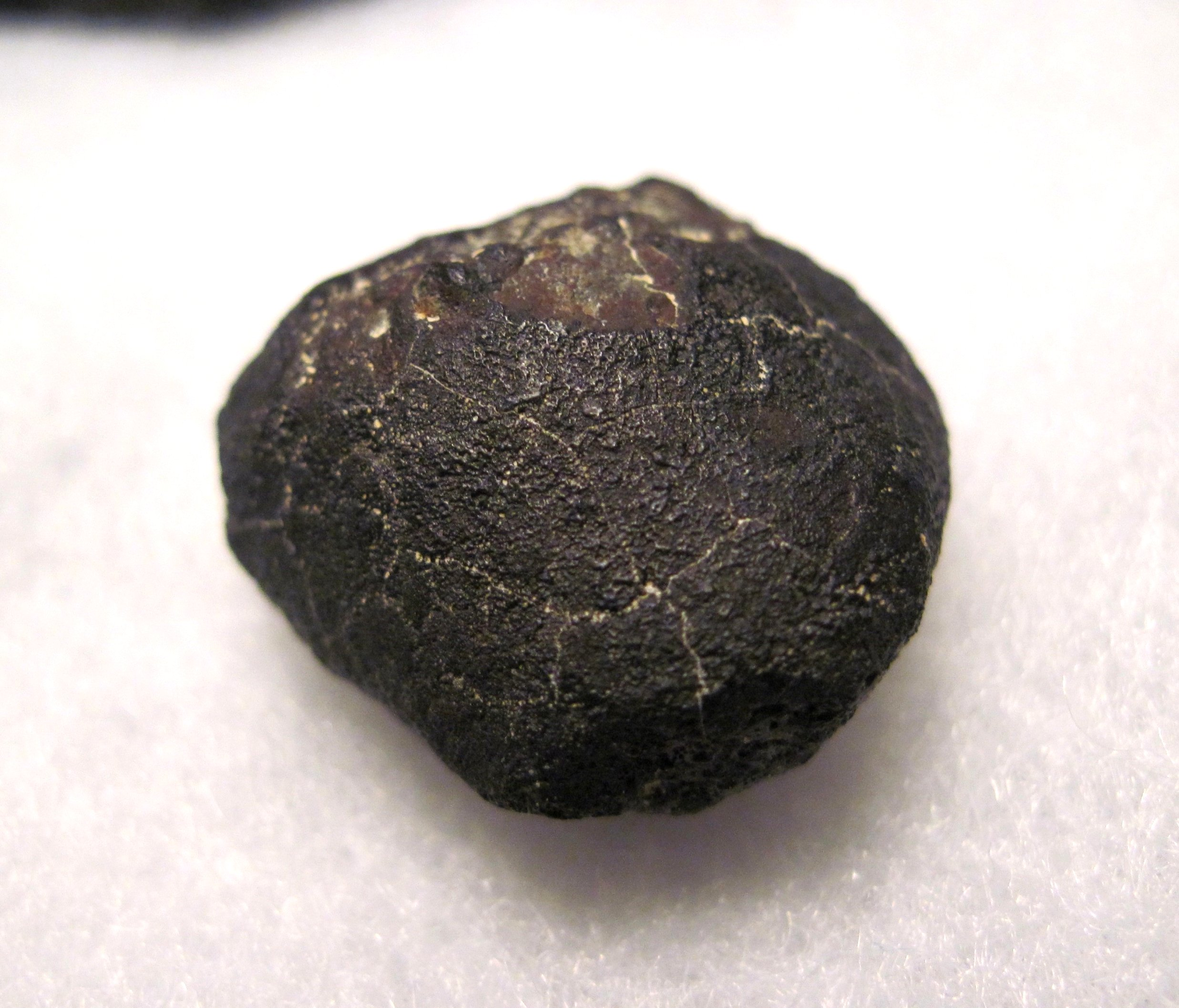
Crosta de fusão no meteorito Allende.

Essencialmente, a crosta de fusão é a camada mais externa de um meteorito. Sua formação se deve particularmente a apenas uma queima muito severa. Essa queima ocorre quando algum meteorito, devido a sua rota, fricciona-se diretamente com a atmosfera terrestre. O que se encontra primeiramente na Crosta é obviamente as reações químicas adversas causada pelo atrito e elementos puros que compõe o nosso espaço aéreo como: nitrogênio, oxigênio e hidrogênio. Sua fusão se deve pelo fato de que o meteorito antes de chocar a atmosfera, ziguezagueava pelo espaço a uma temperatura negativa de - 100º Celsius. Quando o meteorito vai se aproximando da terra, a força gravitacional aumenta ainda mais a velocidade, para ser exato, a uma velocidade aproximada de 60 mil Quilômetros por hora (60000 km/h). A menos de 100 km da terra, o meteorito começa a brilhar, o ar em volta torna-se incandescente e o material se funde por causa do calor. Faltando 80 km até a superfície, a rocha aéro-espacial encontra-se a impressionante 800º Celsius. A 60 Km, distância entre o solo da terra e a atmosfera, o meteorito choca contra a barreira de proteção solar, sofrendo uma desaceleração a uma taxa superior a 300 vezes a força da gravidade. Instantaneamente ele arrefece e pára de brilhar. A causa desses efeitos torna a superfície do meteoróide mais dura, passando do estado fundido até formar a crosta de fusão carbonizada. É possível que após todo esse processo surjam varizes, ou seja, finas erosões causado pelo choque térmico e reações adversas.

## Fonte
- Brown, Dan (2001). Ponto de Impacto. [S.l.: s.n.]